# 假面值美元纸币
假面值美元纸币（英語：Fake denominations of United States currency）是一種恶作剧的，並且同時會清楚列明這些纸币並非法偿。美国联邦储备指出在沒有把它們當作真鈔使用的情況下，生產假面值美元纸币都是合法的。

## $3美元纸币
虽然马萨诸塞殖民地以及十三个殖民地在歷史上均曾經印刷$3美元纸币，但是美國聯邦政府從來沒有官方地发行$3美元纸币。但是，美國聯邦政府實際上於1854年至1889年期間發行$3美元硬幣。
合法的$3美元纸币亦曾經於美國早期由多間銀行印刷。而美利堅聯盟國亦曾發行$3美元纸币。要注意的是，在聯邦準備系統正式推出前，货币是由银行提供的。
一直以來，很多虛假的$3美元纸币被不同機構推出，並且他們推出$3美元纸币的目的主要用來諷刺或嘲笑政治家或名人，其中包括尼克松、迈克尔·杰克逊、小布什、克林顿、希拉里和奥巴马。而大多都用來諷刺或嘲笑他們奇怪或虚偽的行為或言論，表示他們與$3美元纸币一樣：都是「奇怪的」或「虚偽的」。
於1960年代，瘋狂雜誌印刷了一張$3美元纸币，其正面的人像為阿尔弗雷德·E.纽曼，而紙幣上亦寫明：「这是不合法的紙幣—而嫩化亦不會令它合法。」（This is not legal tender—nor will tenderizer help it.）。瘋狂雜誌編者弗兰克·雅各布斯笑言雜誌與特勤局发生冲突，全因該$3美元纸币於一間拉斯维加斯赌场內被收銀員收下了。在二十一世纪的千禧年代，同性恋組織鼓勵其支持者印刷明顯是虛假的$3美元纸币，將之命名為「奇怪的美元」，並將這些製成品放置在救世军的捐獻箱裡，以抗議其反對LGBT的政策。
少年版大富翁除了包含$1、$2和$5貨幣，亦包含了$3和$4價值的大富翁紙幣。但是，美國從來沒有發行$4美元纸币，但卻曾經於1879年發行$4美元硬幣。

## $200美元纸币
200美元紙幣是在美國出現過多次的惡作劇事件。惡作劇者一般出於諷刺當局的目的使用假造的200美元紙幣進行消費。
於2001年，一名賓夕法尼亞州男子在格林斯堡中的富荣购物中心利用一張200美元纸币購買了一些總值$99的商品。該紙幣的正面人像為小布什，背面則為白宫。而白宮的前方草坪上豎立著一些寫著「我们喜欢西兰花」和「美国应该减税」等標語。該男子其后被控以伪造、盗窃、欺骗和收受赃物罪。

## $1,000,000美元纸币
美國政府從來都沒有印刷1,000,000美元纸币。但是，许多商家都曾印刷一百万美元纸币作為新奇玩意兒銷售。而這種纸币都不會成為法定貨幣。美国联邦储备指出印刷及持有一百万美元纸币是合法的，並且不會被認作偽造，因為一百万美元真鈔纸幣從未存在過。
於2004年3月，佐治亚州的一位婦女於科文顿的沃尔玛內嘗試用正面人像為自由女神像的一百万美元纸币去購買總值$1671.55的貨品。該女子其后被控伪造罪，但她辯稱她以為那張是真鈔。
於2007年10月，塞缪尔·波特於嘗試於匹兹堡的巨鹰超級市場內用一張一百万美元纸币找換成其他紙幣。商店的经理隨後没收了這張一百万美元纸币，而波特因此非常愤怒。他將一部电子转帳机擲進收银柜台，並奪取了扫描枪。後來，他被警方拘捕，並且被控伪造罪。最後，他被判有罪並被送進阿勒格尼县监狱。
於2007年11月，亚历山大·D·史密斯嘗試於艾肯縣利用一張一百万美元纸币開啟一個銀行戶口。银行职员拒绝存入該纸币並且報警。史密斯立刻被逮捕，並且被控伪造罪。
於2011年12月，迈克尔·安东尼·富勒嘗試於列克星敦的沃尔玛利用一張一百万美元纸币購買真空吸尘器和微波炉等總值為476美元的商品。法庭记录显示，富勒后来被起诉试图以假貨取得财产區、使用伪造的仪器等罪行。

## 外部連結
- 虛假的$200美元纸币 （页面存档备份，存于）
- 虛假的$1,000,000美元纸币 （页面存档备份，存于）
- 虛假的$1,000,000,000美元纸币 （页面存档备份，存于）